# 34527 Fransanmartins
34527 Fransanmartins este o planetă minoră (asteroid), cu un diametru de 1,992 km, din centura de asteroizi. A fost descoperită pe 25 septembrie 2000 la Experimental Test Site⁠(d) de Lincoln Near-Earth Asteroid Research. 
Obiectul prezintă o orbită caracterizată de o semiaxă mare de 2,3890098 UAi, o excentricitate de 0,13, o înclinație de 1,9283 ° în raport cu ecliptica.